# Camponotus samius
Camponotus samius é uma espécie de inseto do gênero Camponotus, pertencente à família Formicidae.